# Història de la geografia
La història de la geografia cobreix l'evolució de la geografia i el pensament sobre la seva funció i mètodes al llarg del temps.

## Geografia antiga
Els inicis de la geografia grega estan lligats a la literatura, amb les descripcions de llocs contingudes a les obres d'Homer, i a la filosofia, amb les especulacions sobre la forma de la Terra, com per exemple les de Tales de Milet. El seu deixeble Anaximandre de Milet va dibuixar un mapa on reflectia l'opinió que la Terra era un cilindre suspès a l'espai, on la part habitada era circular, intentant així plasmar per primer cop tot el món cartogràficament (els mapes anteriors, de Mesopotàmia, reflectien només les zones més properes als autors). Hecateu va recollir aquest mapa, millorant-lo i aquest sí que s'ha conservat íntegre: presenta el món com un cercle on el Mediterrani i Grècia ocupen el centre, al nord està Europa, a l'Est Àsia i al sud Líbia.
Els treballs d'Eratòstenes i seguidors sobre la forma de la Terra van incorporar-hi per primer cop càlculs matemàtics precisos (incloent la noció de meridià i paral·lel per definir posicions) i van donar nom a la disciplina. Claudi Ptolemeu va aprofitar el sistema de meridians i paral·lels i va incorporar els càlculs de l'astronomia per traçar mapes sobre una Terra esfèrica, que van inspirar els debats sobre la forma del planeta molt temps després.

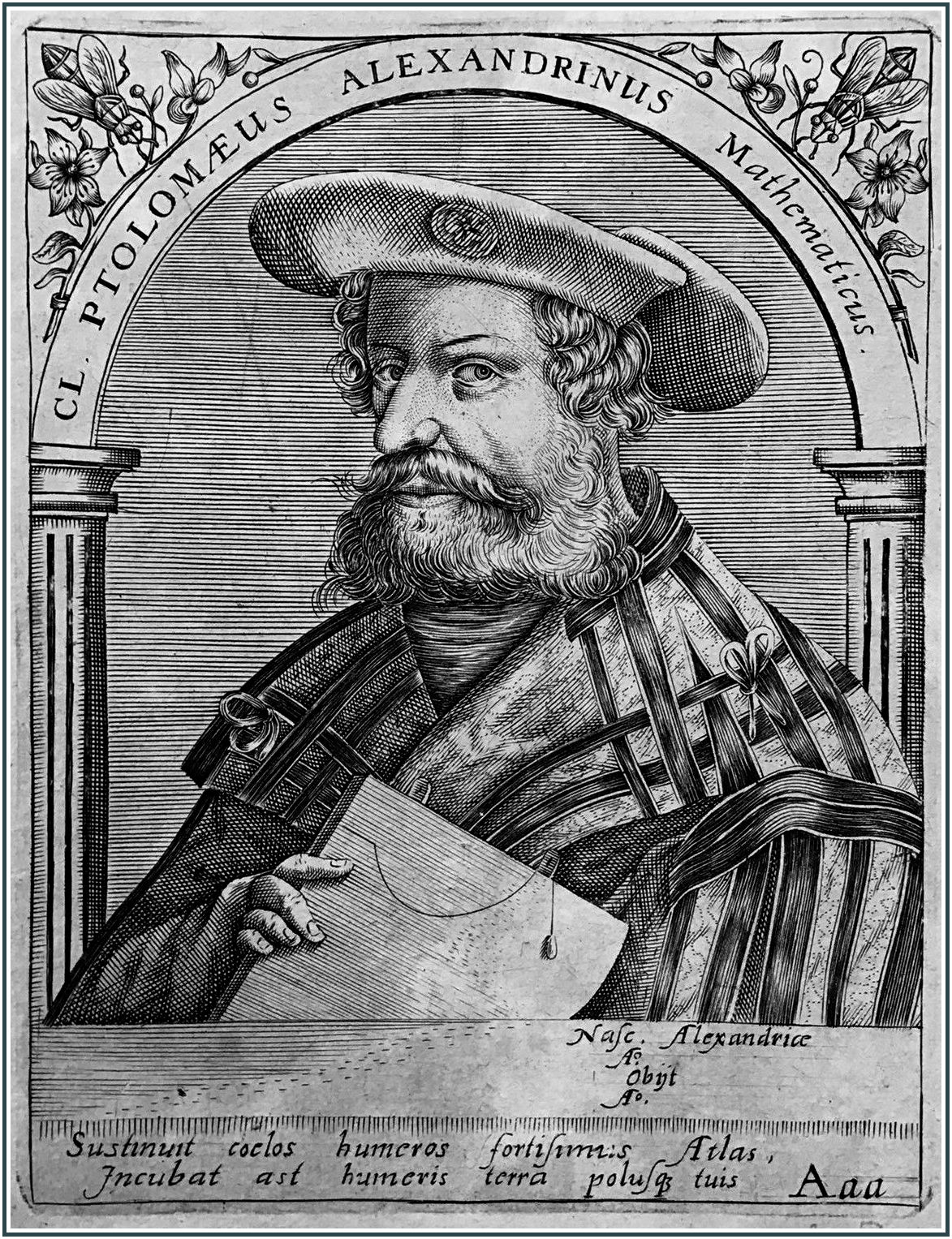
Ptolemeu, autor d'un dels models sobre la Terra de més èxit

Aquests mapes teòrics van començar a corregir-se amb les expedicions dels navegants grecs, com Escilax de Carianda, que van fundar colònies comercials i van afinar el coneixement sobre el terreny de la geografia. Destaca el paper de l'historiador Heròdot, qui va protagonitzar també nombrosos viatges i a banda de descriure els indrets que visitava feia aproximacions als seus pobladors, un acostament etnogràfic que va predominar a la geografia durant segles. Altres noms destacables són el de Piteas, per la seva exploració al nord, i Alexandre Magne, per les incursions orientals.
L'obra d'Estrabó va inspirar els romans en les seves descripcions del món, sorgides dels relats dels seus soldats i no tant de comerciants com en el cas grec. Els seus mapes no naixien de la preocupació teòrica sobre la forma del món, sinó com a suport pràctic de fins polítics, en la línia de Pomponi Mela. Per això destaquen els mapes de carreteres, com el que copia la Taula de Peutinger.
Els primers mapes xinesos daten del segle IV aC i si bé es basen només en territoris xinesos i estan traçats recollint llegendes i mites, van aportar avenços com l'ús de l'escala per part de Pei Xiu. Aquests mapes neixen d'un interès econòmic, per això estan lligats a descripcions extenses sobre la geologia del terreny i els possibles conreus que s'hi poden fer, així com els recursos naturals de cada regió. La geografia índia, coetània, és de menor rellevància per estar fortament supeditada a mites locals.

## Geografia medieval
La geografia medieval cristiana considerava que la Terra havia de seguir les prescripcions bíbliques i es representaven en els mapes anomenats T-O, ja que la Terra, envoltada d'un cercle oceànic (O), tenia forma de T, essent els cada pal de la lletra un dels continents coneguts. Un dels primers mapes d'aquest estil es troba a les obres del Beat de Liébana.

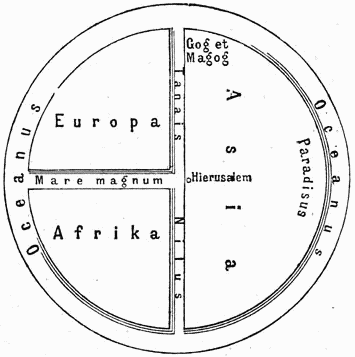
Esquema del mapa T-O medieval

El món islàmic va heretar les tècniques i concepcions grecollatines i van ampliar els mapes, especialment a zones com l'Índia i Àfrica, com es veu a la Tabula Rogeriana d'Al-Idrissí. Com els xinesos, acompanyaven els mapes amb descripcions sobre la flora i fauna locals. Al-Jàhidh va ser el primer geògraf a afirmar que l'entorn físic determinava la història i psicologia dels seus habitants. Al-Biruní, per la seva banda, va destacar per saber calcular de forma precisa la distància entre poblacions usant equacions matemàtiques, fer que va simplificar les previsions per als viatges comercials.
Cal citar dos exploradors claus que van ajudar al coneixement de la geografia amb els seus viatges, Ibn Battuta i Marco Polo, per la banda islàmica i cristiana respectivament.

## Geografia moderna
L'era de l'exploració i el colonialisme van revolucionar la geografia moderna, en ampliar considerablement els territoris coneguts, especialment a partir del descobriment d'Amèrica per part de Cristòfol Colom. Es van recuperar els mapes clàssics i islàmics a Europa i van tornar les polèmiques sobre la forma i mida de la Terra, que van esperonar nous viatges de conquesta i cartografia científica com la de Gerardus Mercator. Els mapes de Juan de la Cosa són els més antics conservats sobre el nou continent. També són força antics els de Piri Reis i alguns estudiosos afirmen que en ells es pot intuir l'Antàrtida, sense que esitgui plenament demostrat.
Al segle xvii es va iniciar l'anomenada cartografia científica, ja que es considerava que la geografia era part de les matemàtiques, com es pot veure per exemple a l'obra de Bernhardus Varenius. Durant dècades a més a més es van desllindar d'ella les disciplines de la botànica, la geologia i altres ciències descriptives de la Terra.
Al segle xix la geografia ja era una ciència universitària de ple dret. A recer de l'imperialisme i les noves descobertes, van sorgir les primeres societats geogràfiques, entre les quals destaquen la britànica Royal Geographical Society i la National Geographic Society, la corresponent associació americana, que va tenir un paper clau en la divulgació del saber geogràfic.
Thomas Henry Huxley, seguint les teories d'Alexander Von Humboldt, va intentar aplicar a la geografia les lleis de la causalitat, que estudiaven un fenomen en una regió i extrapolaven les seves conclusions a zones més àmplies o a tot el planeta. Un altre estudiós, Carl Ritter, va lligar la geografia a la història en la línia dialèctica de Hegel. I Alfred Hettner va distingir entres bues branques fonamentals de la geografia, la geografia física, fortament lligada als mapes, i la geografia regional, que incloïa les descripcions dels pobladors i característiques de la zona estudiada. Així es recollien les diferents tradicions heretades de l'Antiguitat, essent camps diferents d'estudi de la mateixa ciència.

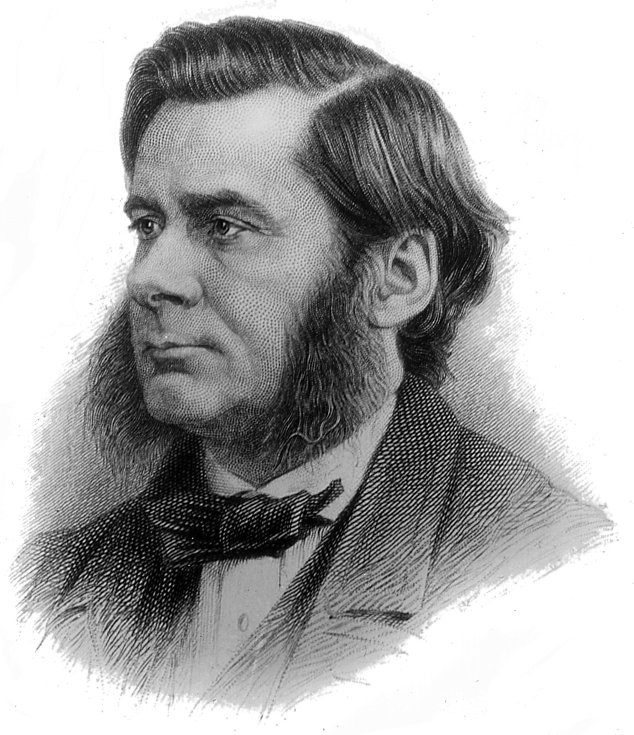
Thomas Henry Huxley

## Geografia als segles XX i XXI
Al segle xxXX convivien els dos paradigmes però l'anomenada revolució quantitativa, marcada pel positivisme, va fer que s'imposés als anys 50 una visió objectiva de la geografia a les facultats i escoles elementals, on s'havia introduït com a matèria essencial. Autors com Schaefer reclamaven l'ús del mètode científic per situar la geografia a l'alçada d'altres camps d'experimentació. L'ecologia moderna va aprofitar les dades d'aquesta tendència per a les seves afirmacions.
Contra ella va sorgir l'anomenada geografia crítica que, partint de l'existencialisme, recull les aportacions de la desconstrucció, el feminisme i altres corrents per abordar la geografia com un estudi cultural, on les persones ocupen el centre d'interès, i la seva relació amb l'entorn és la clau explicativa. Noms destacats d'aquest corrent són el de David Harvey o Yves Lacoste, dins la geopolítica. La geografia humana com a disciplina autònoma recull l'herència d'aquesta línia de pensament.
Al segle XXI continuen les polaritzacions entre geografia física i humana, que periòdicament polemitzen sobre la ubicació de la geografia dins les ciències socials, humanitats o ciències físiques. Paral·lelament, s'han anat incorporant subdisciplines com l'urbanisme, l'ambientalisme i la teledetecció, fruit dels avenços socials i tecnològics de l'època.